# Czesław Michniewicz
Czesław Michniewicz (pronunciación en polaco: /ˈt͡ʂɛswaf mʲixˈɲɛvʲit͡ʂ/; Byarozawka, Bielorrusia, 12 de febrero de 1970) es un exfutbolista y entrenador polaco. Actualmente está sin club.
Es apodado «El Mourinho polaco».

## Biografía
En septiembre de 2003 fue nombrado director técnico del Lech Poznań, proclamándose campeón de la Copa de Polonia y la Supercopa de Polonia en la temporada 2003-04. Michniewicz dejaría el club en junio de 2006, firmando por el Zagłębie Lubin de la Ekstraklasa en octubre de 2006, logrando levantar el título liguero de la campaña 2006-07. En octubre de 2007, fue relevado de sus funciones en el club silesio, trasladándose en julio de 2008 a Gdynia para dirigir al Arka Gdynia en primera división. Desde el 15 de noviembre de 2010 hasta el 30 de junio de 2011 dirigió al Widzew Łódź. El 22 de julio de 2011 fue presentado como entrenador del Jagiellonia Białystok, aunque dejaría el cargo el 22 de diciembre de 2011 por mutuo consentimiento.
El 28 de marzo de 2012, Michniewicz fue nombrado nuevo entrenador del Polonia Varsovia, que dirigió hasta el 8 de mayo de 2012. Del 22 de marzo al 22 de octubre de 2013 dirigió al Podbeskidzie Bielsko-Biała. Después de una pausa de año y medio, fue contratado como entrenador del Pogoń Szczecin. El equipo de Michniewicz terminó la liga en el sexto lugar en la temporada 2015-16. A pesar de ser el mejor resultado en años, su contrato no fue renovado y abandonó el club el 30 de junio de 2016.
El 7 de julio de 2017, fue nombrado entrenador de la selección sub-21 de Polonia. El 21 de septiembre de 2020, fue nombrado nuevo mánager del Legia de Varsovia. el 22 de diciembre del 2022, en un comunicado realizado por la Asociación Polaca de Fútbol, anunció la destitución del entrenador, cuyo vinculó culminara finalizando el 2022.
El 12 de junio de 2023, Michniewicz fue anunciado como el nuevo entrenador del club saudita Abha.Tras un buen comienzo de su etapa, el equipo sufrió cuatro derrotas ligueras consecutivas en septiembre, lo que provocó su despido el 1 de octubre de 2023.
En julio de 2024, asumió al frente del AS FAR marroquí y firmó un contrato por dos temporadas.El 15 de octubre, fue relevado de sus funciones después de una serie de malos resultados.

## Vida privada
Michniewicz nació en la localidad de Byarozawka, por aquel entonces parte de la República Socialista Soviética de Bielorrusia (Unión Soviética), mientras su madre visitaba a la familia; sin embargo, creció en Biskupiec (Polonia). El 20 de junio de 1998 se casó con Grażyna Rzewuska, con quien tiene dos hijos: Mateusz (nacido el 22 de enero de 2001) y Jakub (nacido el 13 de agosto de 2003).

## Trayectoria

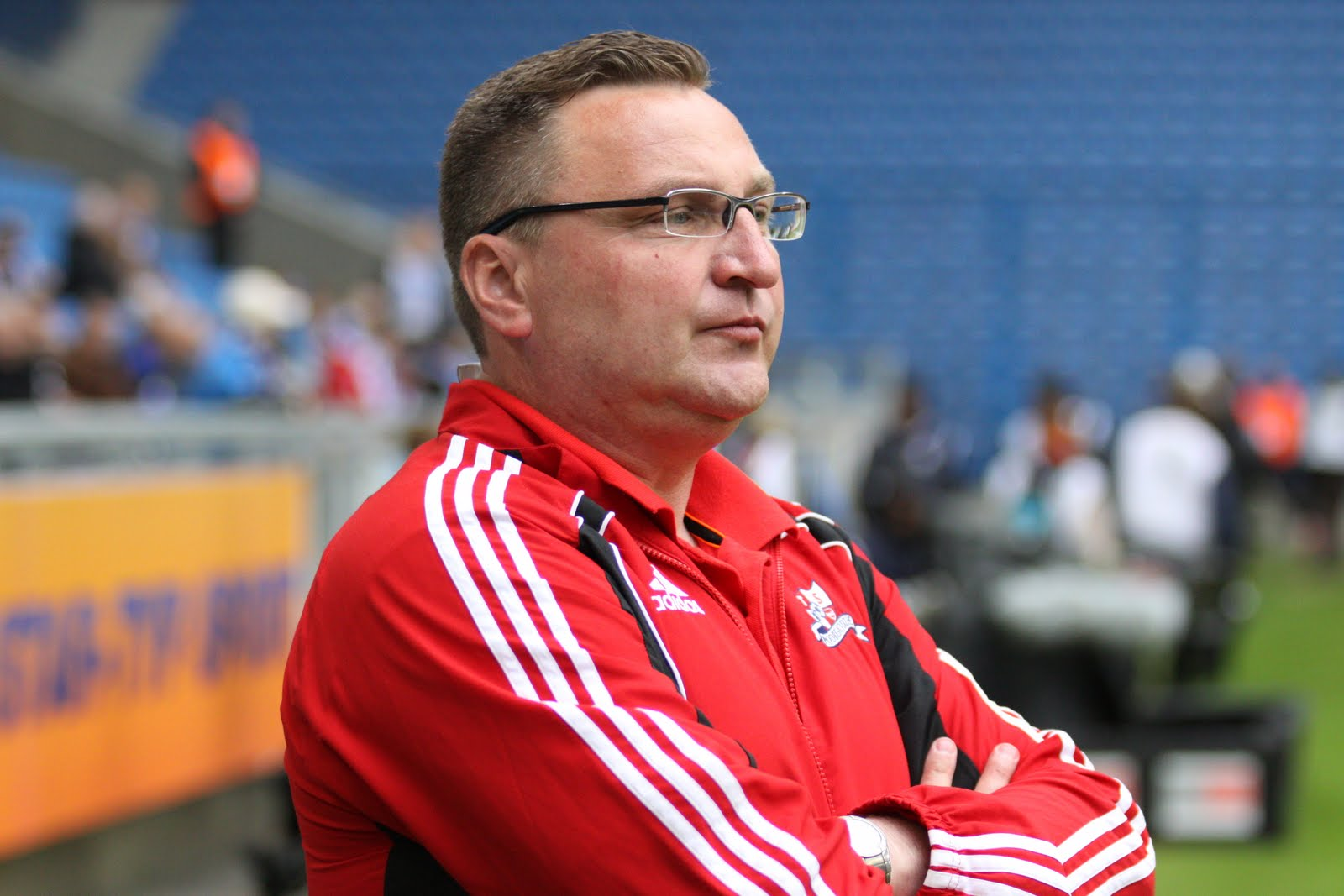
Czesław Michniewicz como entrenador del Podbeskidzie Bielsko-Biała en la temporada 2012-13.

### Como jugador
| Club                    | País    | Año         | Partidos | Goles |
| ----------------------- | ------- | ----------- | -------- | ----- |
| Ossa Biskupiec Pomorski | Polonia | 1978 - 1985 | ??       |       |
| Bałtyk Gdynia           | Polonia | 1985 - 1993 | ??       |       |
| Polonia Gdańsk          | Polonia | 1993 - 1996 | ??       |       |
| Amica Wronki            | Polonia | 1996 - 2000 | 9        | 0     |

### Como entrenador
| Club                           | País           | Año         |
| ------------------------------ | -------------- | ----------- |
| Lech Poznań                    | Polonia        | 2003 - 2006 |
| Zagłębie Lubin                 | Polonia        | 2006 - 2007 |
| Arka Gdynia                    | Polonia        | 2008 - 2009 |
| Widzew Łódź                    | Polonia        | 2010 - 2011 |
| Jagiellonia Białystok          | Polonia        | 2011        |
| Polonia Varsovia               | Polonia        | 2012        |
| Podbeskidzie Bielsko-Biała     | Polonia        | 2013        |
| Pogoń Szczecin                 | Polonia        | 2015 - 2016 |
| Bruk-Bet Termalica Nieciecza   | Polonia        | 2016 - 2017 |
| Selección de fútbol sub-21     | Polonia        | 2017 - 2020 |
| Legia de Varsovia              | Polonia        | 2020 - 2021 |
| Selección de fútbol de Polonia | Polonia        | 2022        |
| Abha                           | Arabia Saudita | 2023        |
| AS FAR                         | Marruecos      | 2024        |

## Palmarés

### Como jugador

#### Torneos locales
| Título               | Equipo       | País    | Año     |
| -------------------- | ------------ | ------- | ------- |
| Copa de Polonia      | Amica Wronki | Polonia | 1998-99 |
| Supercopa de Polonia | Amica Wronki | Polonia | 1999    |
| Copa de Polonia      | Amica Wronki | Polonia | 1999-00 |

### Como entrenador

#### Torneos locales
| Título               | Equipo            | País    | Año     |
| -------------------- | ----------------- | ------- | ------- |
| Copa de Polonia      | Lech Poznań       | Polonia | 2004    |
| Supercopa de Polonia | Lech Poznań       | Polonia | 2004    |
| Ekstraklasa          | Zagłebie Lubin    | Polonia | 2006-07 |
| Supercopa de Polonia | Zagłebie Lubin    | Polonia | 2007    |
| Ekstraklasa          | Legia de Varsovia | Polonia | 2020-21 |